# Hanlons ragekniv
 Der er for få eller ingen kildehenvisninger i denne artikel, hvilket er et problem. Du kan hjælpe ved at angive troværdige kilder til de påstande, som fremføres i artiklen.

Hanlons ragekniv er en talemåde relateret til Murphys love, der siger:
Tilskriv aldrig noget til ond vilje, hvis dumhed er en tilstrækkelig god forklaring.
Talemåden bruges ofte som et modsvar til konspirationsteorier: Hvis noget ligner en konspiration, men der ikke er nogen håndgribelige beviser på en faktisk sammensværgelse til stede, er det mere sandsynligt at det er uduelighed eller apati, frem for forsætlig ondskab, der skyld i problemet.
Denne talemåde er inspireret af Ockhams ragekniv, og ophavsmanden til netop denne udgave af vendingen er Robert J. Hanlon, men der findes flere eksempler igennem historien på talemåder og vendinger der er baseret på den samme idé.